# Clément Taillez
Clément Taillez, né le 9 novembre 1990, est un cavalier français de voltige.

## Carrière
Aux Jeux équestres mondiaux de 2014 en Basse-Normandie, il est médaillé de bronze en voltige par équipes avec Anthony Presle, Nathalie Bitz, Christopher-Robin Krause, Rémy Hombecq et Christelle Haennel. 